# Digitale Demenz
Digitale Demenz ist ein um 2012 vor allem durch Manfred Spitzer verbreitetes Schlagwort aus der Medienpsychologie. Es bezieht sich auf die Theorie, die vermehrte Nutzung digitaler Medien bewirke mentale Defizite. Früh und häufig digitale Medien nutzende Kinder und Jugendliche erreichten nicht den Intelligenzquotienten, der von ihnen erreichbar wäre, und bei Erwachsenen sei ein beschleunigter Verfall mentaler und sozialer Kompetenzen beobachtbar. Diese Auffassung ist in der Fachwissenschaft sehr umstritten.

## Begriffsgeschichte
Bis in die 2000er Jahre bezeichnete das weitgehend synonyme Begriffspaar Digitale Demenz bzw.  Digitales Alzheimer  die Befürchtung eines umfassenden Verlustes des kollektiven Gedächtnisses von Kulturen, der dadurch ausgelöst werde, dass Datenträger unwiderruflich verloren gehen. Schon seit Längerem gehen analog gespeicherte Informationen durch den mechanischen und chemischen Verfall von Papier als Datenträger und die Nicht-mehr-Lesbarkeit von Dokumenten auf analogen Datenträgern wie Schallplatten, Audio- und Videokassetten verloren. Erst seit relativ kurzer Zeit tritt beim digitalen Vergessen zu diesem Prozess die Nicht-Lesbarkeit von Datenträgern wie 3,5″- oder 5,25″-Disketten oder CDs ohne entsprechende Laufwerke hinzu. Neu ist dabei die relativ kurze Zeit, in der Datenträger nutzbar sind (vor allem im Vergleich zu alten schriftlichen Dokumenten; vgl. das englisch Verb „to write“, das sich von „einritzen“ – in Stein – ableitet; heute noch können Inschriften auf antiken Monumenten von Menschen verstanden werden, die Sprachen wie Altgriechisch oder Latein gelernt haben).
Die Idee, dass die Menschheit dadurch auf ein „Zeitalter der Vergesslichkeit“ zusteuern könnte, dass einzelne Menschen nicht mehr so viel wie früher auswendig lernen oder auch nur im Gedächtnis behalten müssten, weil fast alles schnell recherchierbar geworden sei, sowie dadurch, dass sie geistige Operationen an digitale Geräte (z. B. Taschenrechner) auslagern könnten, kam in Südkorea um 2007 auf. In dieser Bedeutung führte Florian Rötzer den Begriff digitale Demenz in Deutschland ein.
Bei Manfred Spitzer, der den Begriff 2012 aufgriff, steht „Demenz“, anders als etwa in der Geriatrie, nicht für einen Zustand der Orientierungslosigkeit, der bei entsprechender Ausprägung Pflegebedürftigkeit impliziert, sondern für einen Prozess, der von einem optimalen Zustand des Geistes wegführe. Durch das Adjektiv „digital“ soll die These verdeutlicht werden, der zufolge die ständige Zunahme digitaler Prozesse für einen Zustand verantwortlich sei, in dem Menschen durch die Nutzung digitaler Medien Wissen nicht erwerben und behalten sowie bislang alltägliche Verhaltensmuster und Gewohnheiten nicht mehr anwenden.

## Sachbuch von Manfred Spitzer
In seinem Buch „Digitale Demenz“ spricht der Hirnforscher Manfred Spitzer über verschiedene Wirkungen, die seiner Auffassung nach durch Nutzung digitaler Medien auftreten: Reduzierung sozialer Interaktion, Verringerung gesellschaftlicher Partizipation, Einsamkeit, weniger Wohlbefinden, Adipositas, negative bzw. keine Effekte computergestützten Unterrichts, Wirkungslosigkeit computerbasierter Lernspiele, verringerte schriftsprachliche Kompetenzen sowie aggressives Erleben und Verhalten aufgrund gewalthaltiger Computerspiele.
Basierend auf Studien südkoreanischer Ärzte, so Spitzer 2018, habe seit einiger Zeit die durchschnittliche Intelligenz der Landesbewohner abgenommen, und zwar vor allem die der Jüngeren.
Das Buch „Digitale Demenz“ und ihm folgende Veröffentlichungen Spitzers wurden und werden heftig kritisiert: Laut Medienpsychologen sei nur eine geringe negative Korrelation zwischen Internetnutzung und dem Wohlbefinden statistisch nachweisbar.
Spitzer wird oft vorgeworfen, dass er in seinen populärwissenschaftlichen Veröffentlichungen immer wieder den gravierenden Fehler begehe, Korrelation und Kausalität miteinander zu vermischen. Vor allem prüfe er nicht, ob im konkreten Fall ein Kausalzusammenhang bestehe und, wenn ja, in welcher Richtung dieser wirksam werde.

## Wissenschaftliche Kontroversen
Die meisten Fachwissenschaftler bezweifeln, dass es die von Manfred Spitzer behaupteten Folgen intensiver Nutzung digitaler Medien in der „alarmistischen“ Form gebe, wie Spitzer sie beschreibe. Vor allem die Medienpsychologen Markus Appel und Constanze Schreiner gehen auf die einzelnen Thesen Spitzers ein.
Bei der Reduzierung sozialer Interaktion gebe es keine signifikanten Belege für einen Zusammenhang, der sehr kleine negative Effekt des Internets verschwinde nämlich bei den Längsschnittstudien, die sogar einen eher positiven Zusammenhang aufwiesen.
Auf die Verringerung gesellschaftlicher Partizipation gebe es keine Hinweise, das politische Engagement sei bei intensiverer Internetnutzung sogar höher. Zwischen Internetnutzung und Vereinsamung gibt es keinen signifikanten Zusammenhang. Außerdem stütze sich Spitzer nicht auf empirisch aktuelle Studien. Appel und Schreiner räumen ein, dass es zwischen weniger Wohlbefinden durch Internetnutzung sehr kleine Zusammenhänge für eine Korrelation gebe. Beim Medium Fernsehen ergebe sich ein Zusammenhang zwischen Nutzung und Fettleibigkeit. Beim Medium Computer gebe es keinen signifikanten Wert. Beim computergestützten Unterricht gebe es sehr wohl positive Effekte unter der Voraussetzung der Face-to-face-Unterrichtsmethode. Die These der Wirkungslosigkeit computerbasierter Lernspiele sei empirisch nicht gestützt. Interaktive Lernspiele trügen sogar zu erhöhtem Wissenszuwachs bei. Auch eine Verringerung der schriftsprachlichen Kompetenzen konnte von den Medienpsychologen Appel und Schreiner nicht bestätigt werden. Die Aussage, dass aggressives Erleben und Verhalten durch gewalthaltige Computerspiele verstärkt werde, sei zwar von Spitzer empirisch gestützt, jedoch sei keine Korrelation erkennbar.
Spitzers These, wonach die Nutzung digitaler Medien ein hohes Suchtpotenzial besitze und ähnlich schädlich wirke wie der Konsum von Alkohol oder Tabak (deren Konsum daher Spitzer zufolge zu Recht nur Erwachsenen erlaubt sei), stößt jedoch kaum auf Akzeptanz. In einer Zeit, in der die Digitalisierung aller Lebensbereiche unaufhaltsam fortschreite, sei es wenig hilfreich, diese zu dämonisieren.
Darüber hinaus bezweifelt der Neurologe Hans-Peter Thier, dass es den Sachverhalt „digitale Demenz“ überhaupt gebe: „Der Begriff der digitalen Demenz ist verfehlt. Unter Demenz versteht die Medizin einen Verlust ursprünglich verfügbarer kognitiver Fertigkeiten – ein Verlust des Gedächtnisses, eine Einschränkung des Denkvermögens, Orientierungsstörungen und letztendlich einen Zerfall der Persönlichkeitsstruktur. Demenz kann viele Ursachen haben. Ein Beispiel sind Hirnschäden infolge von Durchblutungsstörungen. Gemeinsamer Nenner der Ursachen sind Veränderungen der Struktur und der physiologischen Prozesse im Gehirns [sic!], so dass sie weit vom Normalen abweichen. Was immer die Nutzung digitaler Medien im Gehirn machen mag – es gibt keinerlei Evidenz dafür, dass sie zu fassbaren krankhaften Veränderungen im Gehirn führt.“ Einem Gehirn könne man durch keine Untersuchungsmethode anmerken, ob es zu einem intensiv digitale Medien Nutzenden gehöre, so Thier. Es gebe im Gegenteil Hinweise darauf, dass sich bei Senioren das Surfen im Internet positiv in der Alzheimer-Prophylaxe auswirke.
Zu Spitzers Kritikern gehört auch der Mathematiker Gunter Dueck. Der Journalist Richard Gutjahr veröffentlichte im Jahr 2012 auf seinem YouTube-Kanal eine Kontroverse zwischen Dueck und Spitzer.